# Ein Lied für Argyris
Ein Lied für Argyris ist ein Dokumentarfilm von Stefan Haupt.

## Inhalt
Der Film beschreibt das Leben von Argyris Sfountouris, der als knapp Vierjähriger beim Massaker von Distomo seine Eltern und 30 weitere Angehörige verlor. Argyris Sfountouris kam ins Kinderdorf Pestalozzi nach Trogen in der Schweiz. Jahre später doktorierte er an der ETH Zürich in Mathematik und Astrophysik. Anschließend unterrichtete er an Zürcher Gymnasien, übersetzte griechische Dichter wie Nikiforos Vrettakos ins Deutsche und arbeitete später mehrere Jahre, auch mit dem Schweizerischen Katastrophenhilfekorps, als Entwicklungshelfer in Somalia, Nepal und Indonesien. Während der Diktatur der Obristen 1967 bis 1974 unterstützte er den Widerstand und gab die Propyläa – Zeitschrift für Griechenland heraus.

## Auszeichnungen
- 2007: Publikumspreis am Thessaloniki Documentary Film Festival
- 2007: Nominierung für den Schweizer Filmpreis (Bester Dokumentarfilm)